# René Binder
René Binder (Innsbruck, 1 de enero de 1992) es un piloto de automovilismo austriaco. Ha sido campeón de Asian Le Mans Series y ha competido en otros campeonatos como GP2 Series, IndyCar Series y WEC.

## Carrera deportiva
Binder comenzó su carrera en el karting en 2002, donde permaneció hasta 2008. Junto con otros, terminó tercero en el Campeonato Alemán de Karts Junior en 2007 y fue segundo en el Campeonato Alemán de Karts Challenger en 2008.
En 2009 comenzó su carrera en carreras de fórmula en el ADAC Fórmula Masters para el equipo Team Abt Sportsline. Mientras que su compañero Daniel Abt ganó el campeonato de manera convincente, Binder terminó la temporada en el séptimo lugar con tres podios.
En 2010 pasó al Campeonato de Alemania de Fórmula 3 para el equipo Motopark Academy. Con un tercer lugar como mejor resultado, terminó en el duodécimo lugar del campeonato.
En 2011 Binder continuó conduciendo en la Fórmula 3 Alemana, pero ahora para el equipo Jo Zeller Racing. En la segunda carrera subió al podio con un tercer lugar. Después del primer fin de semana de carrera fue cuarto en el campeonato, pero después de siete fines de semana cayó al octavo lugar. En 2011, Binder también conducirá un fin de semana de carreras de Fórmula 2 en el Red Bull Ring de su país de origen.

En 2012, Binder siguió conduciendo en la Fórmula 3 Alemana, pero pasó al equipo Van Amersfoort Racing. Con tres victorias, terminó sexto en el campeonato. A finales de 2012, Binder hizo su debut en la GP2 Series para el equipo Venezuela GP Lazarus, donde reemplazó a Giancarlo Serenelli y se convirtió en compañero de Sergio Canamasas. Su mejor resultado fue el decimotercer puesto en la segunda carrera en Monza.

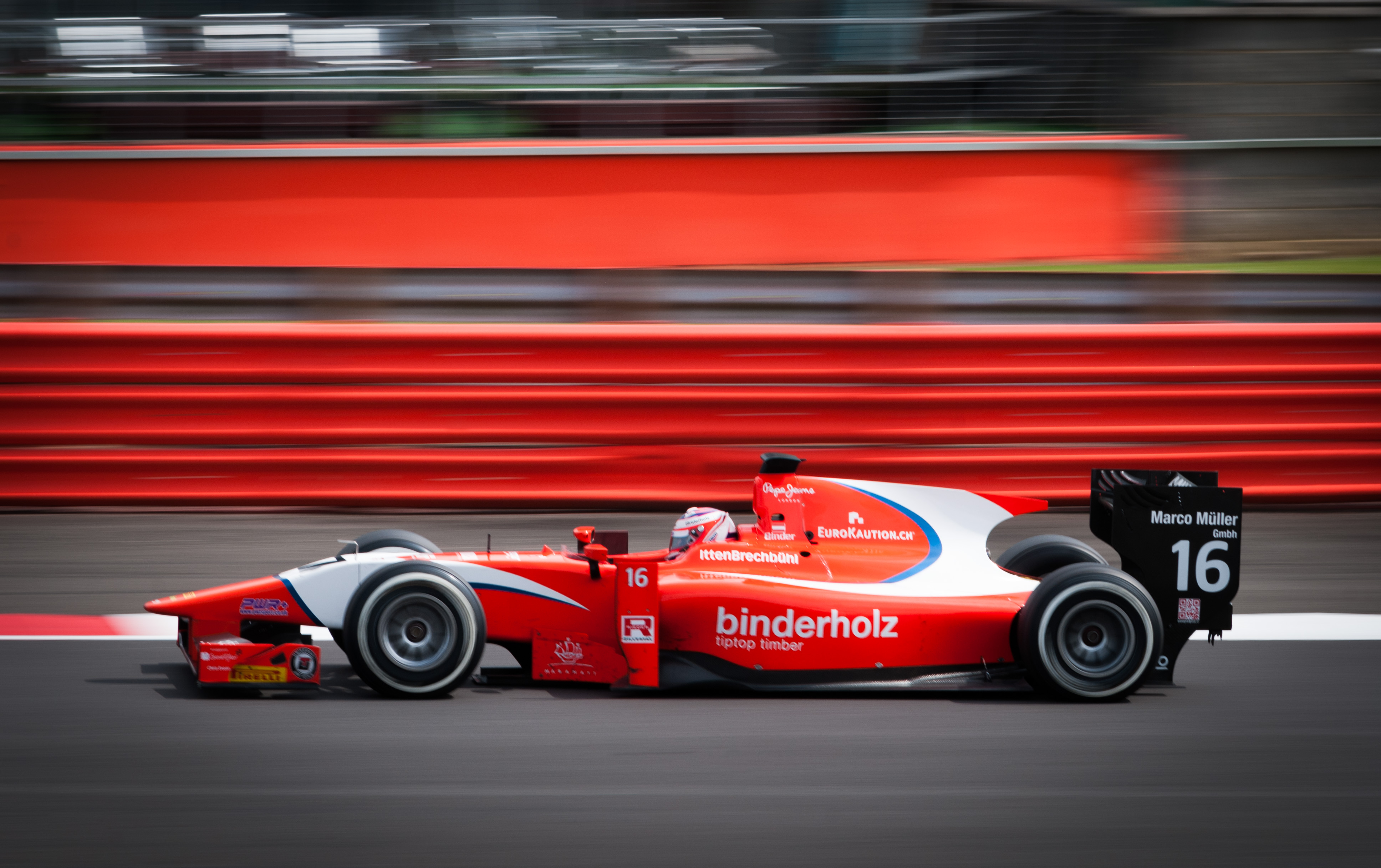
Binder corriendo en GP2 Series, año 2014.

En 2013, Binder siguió conduciendo en GP2 para Lazarus. Con un sexto puesto en el Circuito de Mónaco como mejor resultado, finalizó 23º en el campeonato con 11 puntos. El año siguiente, Binder pasó a GP2 al equipo de Arden International. Solo en el primer fin de semana de carrera en el Circuito Internacional de Baréin anotó tres puntos con un noveno y octavo lugar, terminando 25º en el campeonato con 3 puntos.
En 2015, Binder entró en GP2 para el equipo Trident. Después de seis fines de semana de carreras tuvo que perderse un fin de semana debido a una enfermedad, pero el siguiente fin de semana de carrera en Monza regresó al campeonato como reemplazo del lesionado Daniël de Jong con el equipo MP Motorsport. Ese año también hizo su debut en la Fórmula Renault 3.5 Series en Nürburgring para el equipo Pons Racing, reemplazando a Roberto Merhi que se fue a la Fórmula 1.
En 2016, Binder cambió a tiempo completo a la Fórmula V8 3.5, la sucesora de la Fórmula Renault 3.5 Series, para el equipo Lotus. Subió cinco puestos en el podio y terminó séptimo en la clasificación con 161 puntos. También hizo un regreso único a la GP2 ese año durante su carrera en casa en el Red Bull Ring en el ART Grand Prix como reemplazo del suspendido Nobuharu Matsushita.
El año siguiente, Binder se mantuvo activo en la Fórmula V8 3.5, que había cambiado su nombre a la World Series Fórmula V8 3.5, todavía para el equipo Lotus. También compitió ese año durante el penúltimo fin de semana de carrera en el Circuito de Jerez en la nueva Fórmula 2, sucesora de la GP2, con el equipo Rapax en sustitución de Roberto Merhi.
En 2018, compitió en seis carreras con el equipo Juncos Racing en IndyCar Series. Ese año también compitió en una carrera del WEC, dando inicio a su etapa en resistencia. En 2019 participó en carreas de IMSA y ELMS.
En 2021, Binder fue campeón de Asian Le Mans Series (LMP2) con G-Drive Racing, junto a Ferdinand Habsburg y Ye Yifei. Luego, en la temporada 2023-24, fue subcampeón con Proton Competition, junto a Giorgio Roda y Julien Andlauer.

## Vida personal
Su padre Franz Binder también era piloto de carreras. Ganó la Copa Austríaca de Fórmula 3 en 1987.
Su tío Hans Binder hizo 13 largadas en la Fórmula 1 en 1976 y 1977.

## Resultados

### GP2 Series
(Clave) (negrita indica pole position) (cursiva indica vuelta rápida puntuable)

| Año  | Escudería            | 1   | 1   | 2   | 2   | 3   | 3   | 4   | 4   | 5   | 5   | 6   | 6   | 7   | 7   | 8   | 8   | 9   | 9   | 10  | 10  | 11  | 11  | 12  | 12  | Pos. | Puntos | Ref.  |
| ---- | -------------------- | --- | --- | --- | --- | --- | --- | --- | --- | --- | --- | --- | --- | --- | --- | --- | --- | --- | --- | --- | --- | --- | --- | --- | --- | ---- | ------ | ----- |
| 2012 | Venezuela GP Lazarus | KUA | KUA | SAK | SAK | SAK | SAK | BAR | BAR | MON | MON | VAL | VAL | SIL | SIL | HOC | HOC | BUD | BUD | SPA | SPA | MNZ | MNZ | SIN | SIN | 31.º | 0      | [ 5 ] |
| 2012 | Venezuela GP Lazarus |     |     |     |     |     |     |     |     |     |     |     |     |     |     |     |     |     |     | 19  | 17  | 17  | 13  | Ret | Ret | 31.º | 0      | [ 5 ] |
| 2013 | Venezuela GP Lazarus | KUA | KUA | SAK | SAK | BAR | BAR | MON | MON | SIL | SIL | NÜR | NÜR | BUD | BUD | SPA | SPA | MNZ | MNZ | SIN | SIN | YMC | YMC |     |     | 23.º | 11     | [ 6 ] |
| 2013 | Venezuela GP Lazarus | 11  | 8   | 18  | 25  | 20  | 19  | 7   | 6   | 16  | 13  | 20  | 10  | 22  | 13  | Ret | 20  | 16  | 14  | 18  | 9   | 15  | 16  |     |     | 23.º | 11     | [ 6 ] |
| 2014 | Arden International  | SAK | SAK | BAR | BAR | MON | MON | SPI | SPI | SIL | SIL | HOC | HOC | BUD | BUD | SPA | SPA | MNZ | MNZ | SOC | SOC | YMC | YMC |     |     | 25.º | 3      | [ 7 ] |
| 2014 | Arden International  | 9   | 8   | 15  | Ret | Ret | 20  | 12  | 12  | 24  | 19  | 11  | 22  | 20  | 14  | Ret | 23  | 20  | Ret | 23  | Ret | Ret | 23  |     |     | 25.º | 3      | [ 7 ] |
| 2015 |                      | SAK | SAK | BAR | BAR | MON | MON | SPI | SPI | SIL | SIL | BUD | BUD | SPA | SPA | MNZ | MNZ | SOC | SOC | SAK | SAK | YMC | YMC |     |     | 22º  | 2      | [ 8 ] |
| 2015 | Trident              | 17  | Ret | 22  | Ret | 11  | 16  | 17  | 14  | 17  | 18  | 23  | 24  |     |     |     |     |     |     |     |     |     |     |     |     | 22º  | 2      | [ 8 ] |
| 2015 | MP Motorsport        |     |     |     |     |     |     |     |     |     |     |     |     |     |     | 10  | 8   | 16  | Ret | 20  | Ret | 14  | C   |     |     | 22º  | 2      | [ 8 ] |
| 2016 |                      | BAR | BAR | MON | MON | BAK | BAK | SPI | SPI | SIL | SIL | BUD | BUD | HOC | HOC | SPA | SPA | MNZ | MNZ | KUA | KUA | YMC | YMC |     |     | 23º  | 0      | [ 9 ] |
| 2016 | ART Grand Prix       |     |     |     |     |     |     | 16  | 15  |     |     |     |     |     |     |     |     |     |     |     |     |     |     |     |     | 23º  | 0      | [ 9 ] |
| 2016 | Carlin               |     |     |     |     |     |     |     |     |     |     |     |     | 13  | 15  |     |     |     |     |     |     |     |     |     |     | 23º  | 0      | [ 9 ] |

### Campeonato de Fórmula 2 de la FIA
(Clave) (negrita indica pole position) (cursiva indica vuelta rápida puntuable)

| Año  | Escudería | 1   | 1   | 2   | 2   | 3   | 3   | 4   | 4   | 5   | 5   | 6   | 6   | 7   | 7   | 8   | 8   | 9   | 9   | 10  | 10  | 11  | 11  | Pos. | Puntos | Ref.   |
| ---- | --------- | --- | --- | --- | --- | --- | --- | --- | --- | --- | --- | --- | --- | --- | --- | --- | --- | --- | --- | --- | --- | --- | --- | ---- | ------ | ------ |
| 2017 | Rapax     | SAK | SAK | BAR | BAR | MON | MON | BAK | BAK | SPI | SPI | SIL | SIL | BUD | BUD | SPA | SPA | MNZ | MNZ | JER | JER | YMC | YMC | 28.º | 0      | [ 10 ] |
| 2017 | Rapax     |     |     |     |     |     |     |     |     |     |     |     |     |     |     |     |     |     |     | 15  | 17  |     |     | 28.º | 0      | [ 10 ] |

### 24 Horas de Le Mans
| Año     | Equipo                    | Copilotos                          | Automóvil             | Clase | Vueltas | Pos. | Pos. Clase |
| ------- | ------------------------- | ---------------------------------- | --------------------- | ----- | ------- | ---- | ---------- |
| 2019    | Panis Barthez Competition | Julien Canal Will Stevens          | Ligier JS P217-Gibson | LMP2  | 362     | 13.º | 8.º        |
| 2020    | Inter Europol Competition | Jakub Śmiechowski Matevos Isaakyan | Ligier JS P217-Gibson | LMP2  | 325     | 41.º | 17.º       |
| 2021    | Duqueine Team             | Tristan Gommendy Memo Rojas        | Oreca 07-Gibson       | LMP2  | 357     | 14.º | 9.º        |
| 2022    | Algarve Pro Racing        | James Allen Steven Thomas          | Oreca 07-Gibson       | LMP2  | 363     | 19.º | 15.º       |
| 2023    | Duqueine Team             | Neel Jani Nico Pino                | Oreca 07-Gibson       | LMP2  | 327     | 11.º | 3.º        |
| 2024    | DKR Engineering           | Laurents Hörr Alexander Mattschull | Oreca 07-Gibson       | LMP2  | 195     | 21.º | 7.º        |
| Fuente: |                           |                                    |                       |       |         |      |            |